# The Women's Building (San Francisco)
El Women's Building es un centro comunitario de arte y educación sin fines de lucro dirigido por mujeres ubicado en San Francisco, California, que aboga por la autodeterminación, la igualdad de género y la justicia social. El edificio de cuatro pisos es alquilado a diversas asociaciones en las que se atiende a más de 20.000 mujeres al año.  El edificio ha servido como espacio para eventos y reuniones desde 1979, cuando fue adquirido por el  Women's Center de San Francisco. Está protegido de la subida de alquileres en el Distrito de la Misión ya que el grupo es propietario del edificio desde 1995.
Figura en el Registro Nacional de Lugares Históricos desde el 30 de abril de 2018, bajo el nombre "The Women's Building"; y ya figuraba en la lista de los edificios notables de San Francisco desde el 1 de marzo de 1985.

## Antecedentes

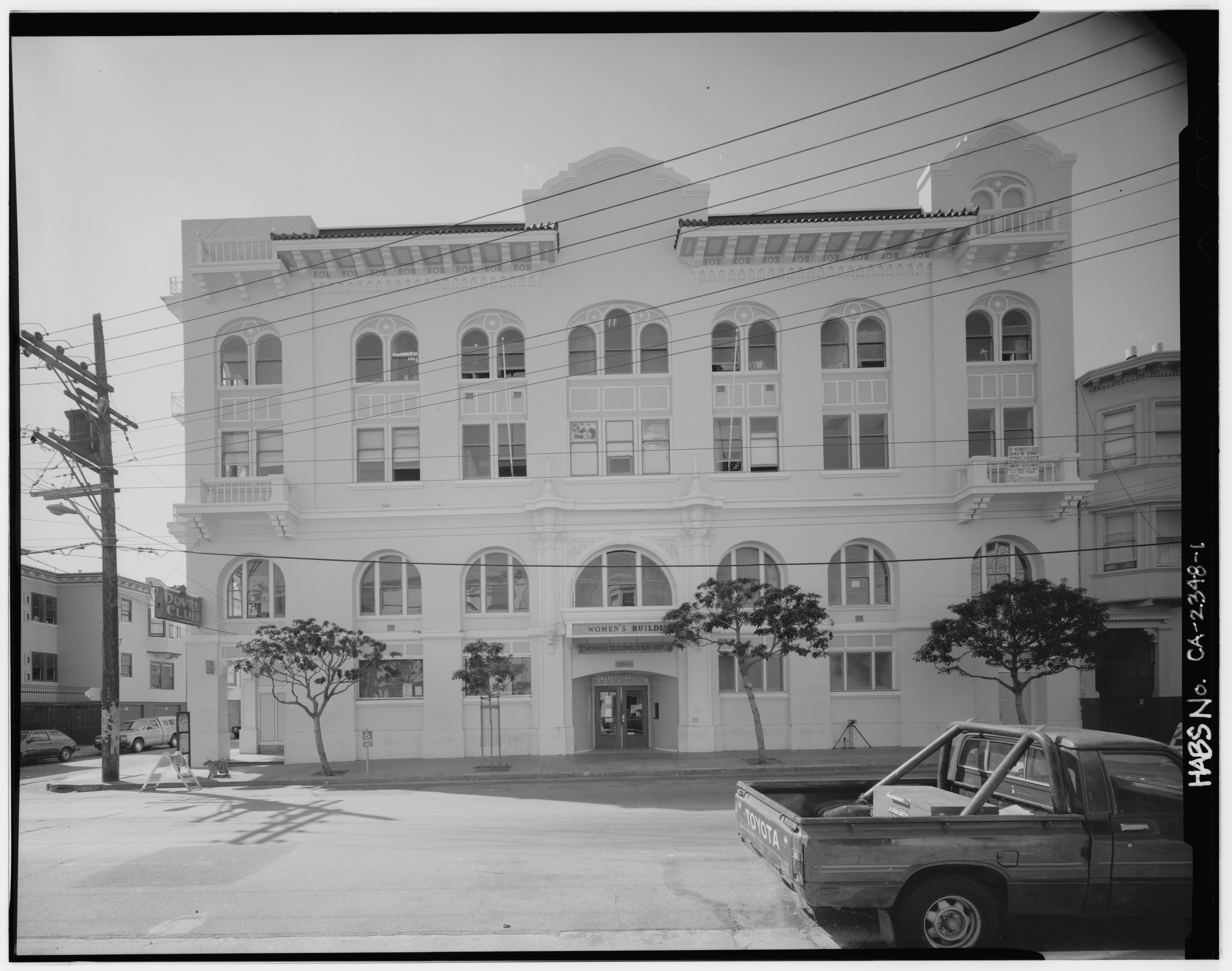
The Women's Building (1993)

La estructura fue construida en 1910 por el arquitecto August Reinhold Denke para el movimiento gimnástico alemán conocido como Turverein. Conservó el nombre Mission Turn Hall hasta 1935, aunque también fue utilizado por otras organizaciones de otras etnias, entre ellos los Hijos e Hijas Nativos del Oeste Dorado. Otro nombre por el que se conoció fue el de Mission Turn-Verein Hall.
En 1935, fue adquirido por los Hijos e Hijas de Noruega, y después fue conocido como Dovre Hall, antes de tomar el nombre de Women's Building en 1978.

## Historia
El Centro de Mujeres de San Francisco comenzó en 1973. En 1974 contrató a su primer empleado a tiempo completo y se mudó a una pequeña oficina frente a una tienda. En 1976, la dificultad para encontrar una sede para la conferencia nacional sobre Violencia Contra las Mujeres que estaba organizando junto a otros grupos les llevó a buscar un espacio permanente. Durante 1978 y 1979, recaudó fondos para realizar un depósito inicial de 10,000 dólares, un primer pago de 115,000 por el precio de compra de 535,000 del edificio.
Hacerse Visible: La Primera Conferencia de Lesbianas Negras se llevó a cabo en el Women's Building del 17 al 19 de octubre de 1980. Está considerada la primera conferencia para mujeres lesbianas afroamericanas.
Tracy Gary, una de las organizadoras de la conferencia Violencia contra las Mujeres y cofundadora del Women's Building, junto con otra cofundadora Marya Grambs y Carmen Vázquez, trabajadora, fueron entrevistadas en 1982 por Julia Randall para KPFA en el tercer aniversario de la presentación del edificio. Hablaron de las dificultades de los primeros años y de cómo se utilizaba el edificio en 1982. Roma Guy y su pareja Diane también fueron dos de los cofundadoras del Women's Building.
En el primer año de funcionamiento, el Women´s Building fue blanco de dos ataques: un incendio provocado  y una bomba casera que estalló en los escalones de entrada del edificio.  En 2018, el edificio recibió una subvención para renovar sus ventanas, al ganar una votación en un concurso de financiación para la preservación de edificios históricos.

## MuralMaestraPeace(1994)

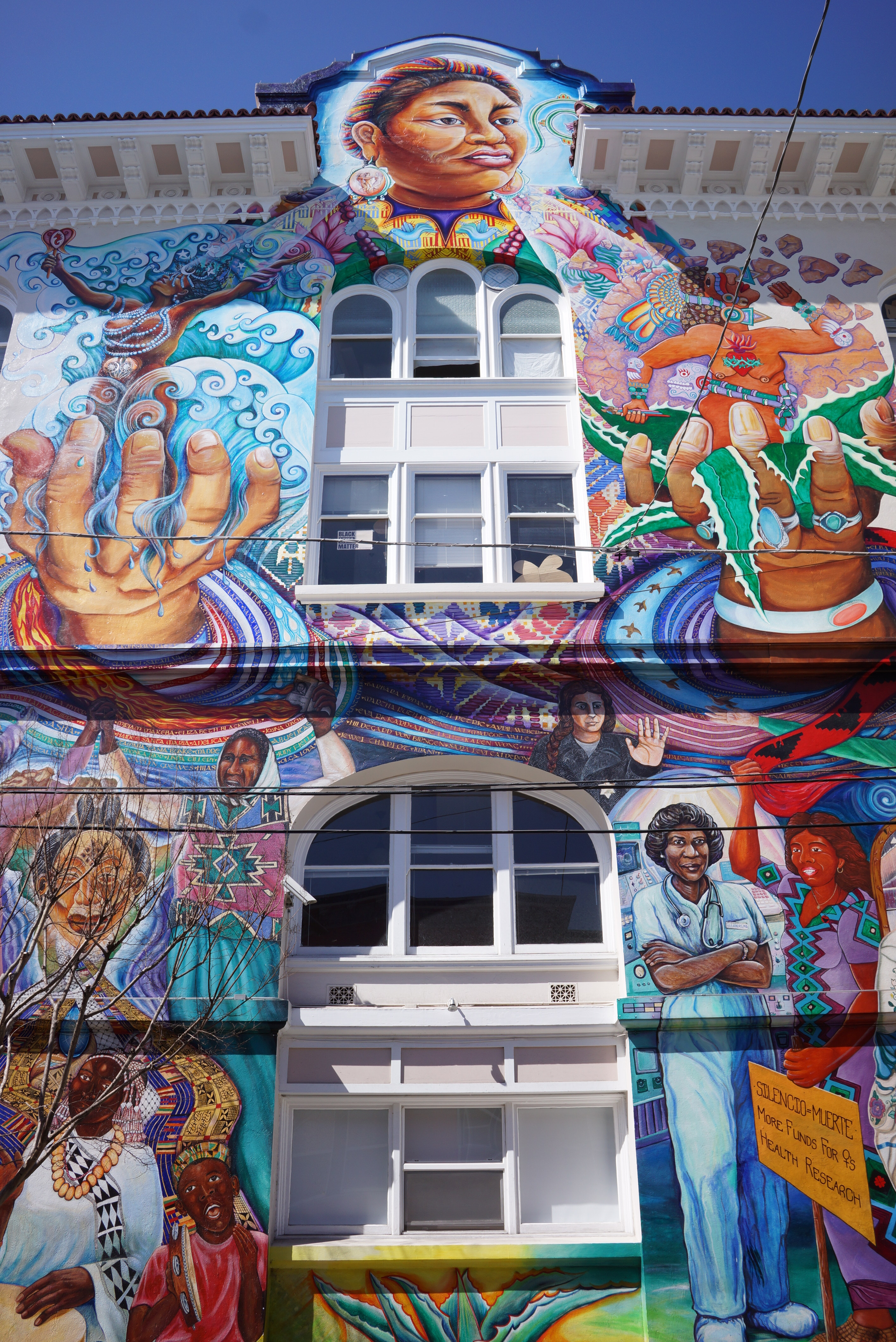
Parte del mural al costado del edificio, en 2015

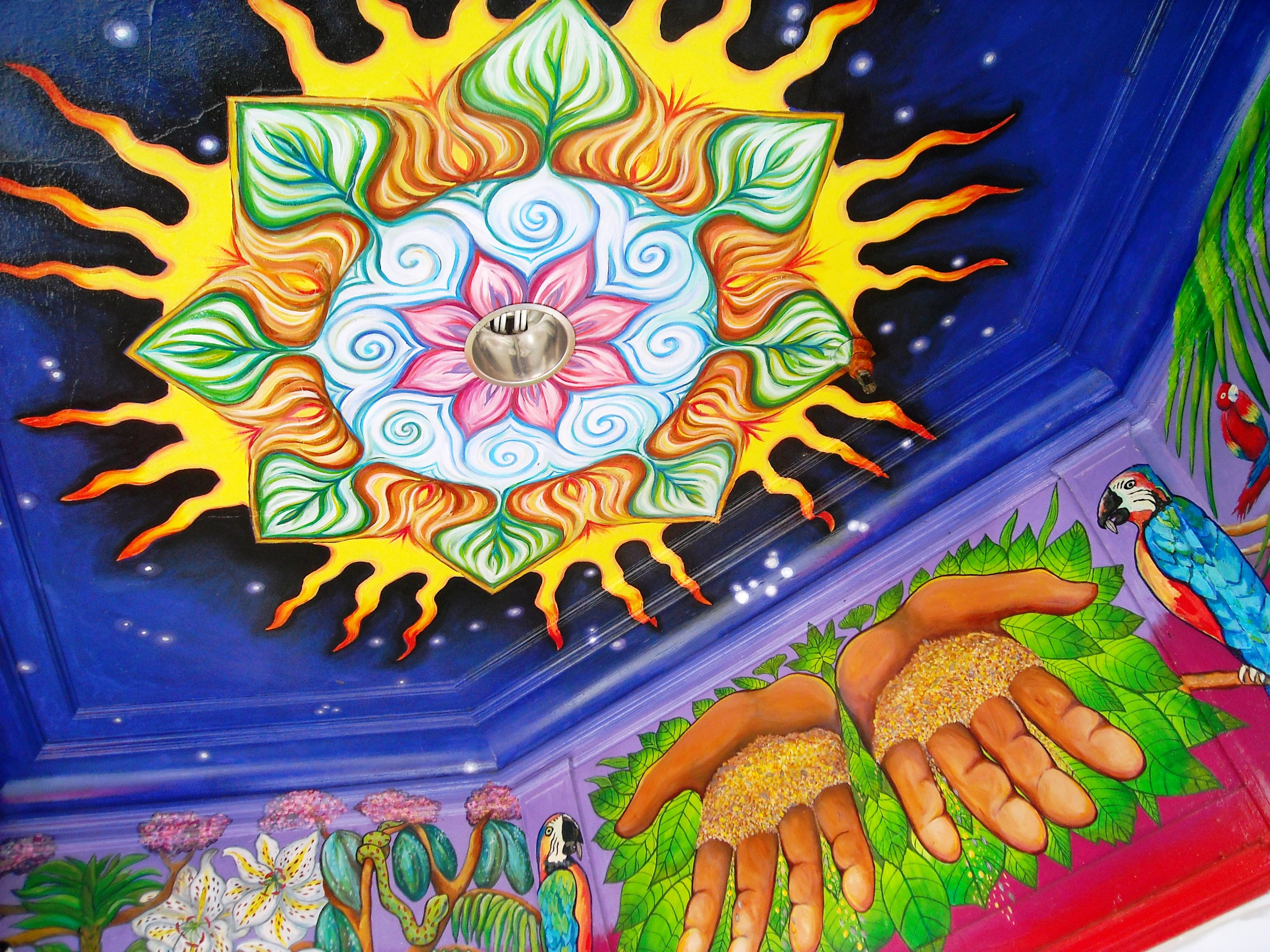
Women's Building

Pintado por siete mujeres artistas, Juana Alicia, Miranda Bergman, Edythe Boone, Susan Kelk Cervantes (cofundadora de la Asociación de Muralistas Precita Eyes), Meera Desai, Yvonne Littleton e Irene Pérez junto con sus ayudantes y voluntarias en 1994, el mural titulado MaestraPeace cubre el exterior del Edificio de Mujeres así como el vestíbulo de entrada y la escalera interior. Presenta imágenes de íconos femeninos de la historia y la ficción y los nombres de más de 600 mujeres escritos. Según el Women's Center de San Francisco, "Este espectacular mural es la culminación de una colaboración multicultural y multigeneracional de siete mujeres artistas y una colorida obra de arte que canta a nuestra comunidad".
Varias de las artistas originales actualizaron el mural en 2000, realizaron una ampliación en el interior del edificio en 2010 y una restauración en 2012. La última restauración incluyó un proceso de tratamiento diseñado para preservar los colores del mural durante 100 años.